# سابرينا (مغنية يونانية)
سابرينا (باليونانية: Σαμπρίνα)‏ هي مغنية يونانية، ولدت في 29 سبتمبر 1969 في بولاوايو في زيمبابوي.

## وصلات خارجية
- سابرينا على موقع ميوزك برينز (الإنجليزية)
- سابرينا على موقع ديسكوغز (الإنجليزية)